# Kuivajärvi (sjö i Ruovesi, Birkaland)
Kuivajärvi är en sjö i kommunen Ruovesi i landskapet Birkaland i Finland. Sjön ligger 141 meter över havet. Arean är 61 hektar och strandlinjen är 5,89 kilometer lång. Sjön  ingår i Kumo älvs huvudavrinningsområde.   Den ligger omkring 47 km nordöst om Tammerfors och omkring 190 km norr om Helsingfors. 